# Nouvion-sur-Meuse
Nouvion-sur-Meuse település Franciaországban, Ardennes megyében. Lakosainak száma 2235 fő (2022. január 1.). Nouvion-sur-Meuse Chalandry-Elaire, Dom-le-Mesnil, Lumes, Vivier-au-Court, Vrigne-Meuse és Flize községekkel határos.

## Népesség
A település népességének változása:
| Lakosok száma | 2808 | 2308 | 2256 | 2166 | 2230 | 2207 | 2250 | 2241 | 2241 | 2235 |
|               | 1968 | 1982 | 1990 | 2006 | 2013 | 2015 | 2017 | 2019 | 2020 | 2022 |